# Sutram
São frases curtas e enigmáticas, metodicamente escritas como auxiliares de memória, encadeando passo a passo um tópico ou texto específico em sua totalidade. O dicionário dá o significado do sânscrito ou Tamil expressão, Sutram (सूत्रम्) ou Sutra (सूत्र), como corda ou fio, fórmula, frase curta ou regra aforística, cinto, acidente vascular cerebral, fio ou plano. Exclusivos da literatura em sânscrito, literatura tâmil e literatura páli do hinduísmo, jainismo e budismo. Existem centenas de textos sânscritos encontrados escritos no formato Sutra, como Kapila Sutram, Samkhya-pravachana Sutram, Brahma Sutra, Jaimini Sutram, Tatvartha Sutram, Kalpa Sutra, etc.

## Etimologia
Shatapatha Brahmana define Sutram como o fio sagrado (SB XII.ii.3), o fio sagrado que pertence aos brâmanes de primeira classe (SB Vx16), o poder de agir (SB XI.iii.37), o sutra-tattva (SB XI.xxviii.16), o mahat-tattva distinguido pelo poder de ação (SB XI.ix.19), a função de Pradhana ou a causa sutil da natureza material (SB XI.xii.19), ou o primeiro transformação da natureza (Prakrti), dotada da potência da atividade (SB XI.xxiv.6). Assim, é o cordão sagrado que é usado pelos nascidos duas vezes, isto é, os brâmanes e os Xátrias, significando sua iniciação, iniciação essa que lhes dá a abertura ou o direito e o poder de agir de acordo com seus respectivos darmas; constantemente os lembra de seus deveres obrigatórios. É também o fio que atravessa, liga e ativa os estágios de transformação do Avyakta (o Indefinido) para o Vyakta (o Definido).

## Quatro divisões principais
Existem quatro divisões principais de Kalpa: Shrauta Sutram, Grihya Sutram, Dharma Sutram e Kalpa Sutram, e três divisões subordinadas: Kaushika Sutram, Vaitana Sutram e Sutras Shulba. Kalpa representa o princípio de transformação de valores pontuais, levando em consideração a totalidade da expressão. Sutram, também conhecido como Sutratman, é o Suksmasariram compreendendo o vijnanamayakosha, manomayakosha e pranomayakosha ; Prana ("respiração vital"), Manas ("mente") e "entendimento", esses três invólucros têm a natureza de Sutratman. Sutram é um complemento de Hiranyagarbha que é a origem de Viraj, a matéria bruta que constitui o mundo. Vijnanam é Sutram, e mesmo que Sutram tenha precedido Viraj como a causa de Viraj, não há diferença entre esses dois, pois quando não há produto, ou seja, Viraj, Sutram tem a forma compacta de Prajnanaghanarupa (inteligência), então reverte ao seu verdadeiro estado indefinido.
No dicionário de termos budistas, a ênfase está nos significados dos Sutras, os Sutras do ensinamento de Aksayamati explicam que os sutras de significado conveniente são aqueles que ensinam a realidade aparente. Os sutras de significado definitivo são aqueles que são ensinados para revelar a realidade última. Os primeiros auxiliam na entrada no caminho, lidam com a aparência, afligida pelos fenômenos, como se engajar em ações apropriadas, causar cansaço com a existência cíclica, ensinar vários termos e definições, dar explicações detalhadas sobre os seres sencientes, o eu, etc. ,. O último guia os discípulos para se engajarem na fruição, ensina sobre fenômenos purificados, mostra como karmas e aflições se esgotam, demonstra que a existência cíclica e o nirvana são indiferenciáveis, ensina a profunda realidade verdadeira que é difícil de ver e perceber, concentra-se em detalhes precisos e concisos. instruções para cultivar a concentração meditativa e ensina sobre as três portas para a liberação, não aplicação, não organização, etc.
Sri Aurobindo havia dito que a necessidade fundamental de nossa vida encarnada é a de  buscar a criatividade infinita em uma base finita, portanto, segundo os teosofistas, a morte é uma experiência transformadora. Sutratman, o fio espiritual, fio da vida, é a Mônada, o fio dourado dos contextos transcendentes sobre os quais todos os encarnados imanentes de cada indivíduo humano estão amarrados como pérolas em um fio.
O princípio sutil da vida é aquele fio no qual esta vida e a próxima vida e todos os seres são amarrados (Brihadaranyaka Upanishad III.vii.2). Vayu também é conhecido como Sutratman e Sutratman é svatahsiddha, ou seja, auto-estabelecido. É através de Vak (fala) que um devoto atinge a natureza de Sutratman (Saptanna Brahmana verso 329). Viraj é descrito como o deus marcado por direções espaciais, etc. e que usa um corpo composto pelos cinco elementos e que surge na/da noção - " Eu sou tudo ", antes disso era Sutratman.
O Sol é identificado com o espírito da Respiração e todo ser está conectado com o Sol por um fio de Respiração, o Sutratman, que também é uma espécie de raio de luz. A alma ou Deus, como permeando a totalidade, é chamada Sutratman.